# The Box. Pułapka
The Box. Pułapka (ang. The Box, 2009) – amerykański thriller w reżyserii Richarda Kelly'ego.
Film jest adaptacją opowiadania Richarda Mathesona „Button, Button”, opublikowanego po raz pierwszy w Playboyu w 1970 roku.

## Fabuła
Małżonkowie Norma i Arthur Lewis pewnego poranka dostają tajemnicze pudełko z przyciskiem w środku. Po jego naciśnięciu można otrzymać dużą ilość pieniędzy, jednak w zamian ktoś będzie musiał umrzeć.

## Obsada
- Cameron Diaz jako Norma Lewis
- James Marsden jako Arthur Lewis
- Frank Langella jako Arlington Steward
- Gillian Jacobs jako Dana Steward
- Deborah Rush jako Clymene Steward
- Sam Oz Stone jako Walter Lewis
- Ryan Woodle jako Lucas Carnes
- James Rebhorn jako Norm Cahill
- Holmes Osborne jako Dick Burns
- Celia Weston jako Lana Burns

## Nagrody
Nagrody Saturn 2009
- nominacja: najlepszy horror
- nominacja: najlepszy aktor drugoplanowy – Frank Langella